# خط طول 69° غرب
خط طول 69° غرب هو أحد خطوط الطول الجغرافية، والتي تمتد من القطب الشمالي الجغرافي إلى القطب الجنوبي الجغرافي، وحسب التحويل الزمني يتأخر خط طول 69° غرب عن خط غرينتش بـ4 ساعات و36 دقيقة.

## من القطب إلى القطب
ينطلق خط طول 69° غرب من القطب الشمالي نحو القطب الجنوبي مرورا بالمناطق التي ترد في الجدول التالي:
| الإحداثيات                         | البلد أو الإقليم أو البحر | ملاحظات                                                                                              |
| ---------------------------------- | ------------------------- | --- |
| 90°0′N 69°0′W / 90.000°N 69.000°W  | المحيط المتجمد الشمالي    | |
| 83°6′N 69°0′W / 83.100°N 69.000°W  | بحر لنكولن                | |
| 82°59′N 69°0′W / 82.983°N 69.000°W | كندا                      | نونافوت — جزيرة إليسمير                                                                              |
| 80°34′N 69°0′W / 80.567°N 69.000°W | مضيق ناريس                | |
| 78°58′N 69°0′W / 78.967°N 69.000°W | جرينلاند                  | |
| 76°16′N 69°0′W / 76.267°N 69.000°W | خليج بافن                 | |
| 70°42′N 69°0′W / 70.700°N 69.000°W | كندا                      | نونافوت — بافن (جزيرة)                                                                               |
| 62°23′N 69°0′W / 62.383°N 69.000°W | مضيق هدسون                | |
| 60°45′N 69°0′W / 60.750°N 69.000°W | Ungava Bay                | |
| 59°1′N 69°0′W / 59.017°N 69.000°W  | كندا                      | نونافوت — Tiercel Island                                                                             |
| 58°58′N 69°0′W / 58.967°N 69.000°W | Ungava Bay                | |
| 58°54′N 69°0′W / 58.900°N 69.000°W | كندا                      | كيبك                                                                                                 |
| 48°47′N 69°0′W / 48.783°N 69.000°W | نهر سانت لورانس           | |
| 48°16′N 69°0′W / 48.267°N 69.000°W | كندا                      | كيبك نيو برونزويك — من 47°18′N 69°0′W / 47.300°N 69.000°W                                            |
| 47°14′N 69°0′W / 47.233°N 69.000°W | الولايات المتحدة          | مين                                                                                                  |
| 44°18′N 69°0′W / 44.300°N 69.000°W | المحيط الأطلسي            | |
| 19°1′N 69°0′W / 19.017°N 69.000°W  | جمهورية الدومينيكان       | جزر هيسبانيولا وCatalina                                                                             |
| 18°20′N 69°0′W / 18.333°N 69.000°W | البحر الكاريبي            | |
| 12°13′N 69°0′W / 12.217°N 69.000°W | كوراساو                   | |
| 12°8′N 69°0′W / 12.133°N 69.000°W  | البحر الكاريبي            | |
| 11°26′N 69°0′W / 11.433°N 69.000°W | فنزويلا                   | |
| 6°12′N 69°0′W / 6.200°N 69.000°W   | كولومبيا                  | |
| 1°43′N 69°0′W / 1.717°N 69.000°W   | البرازيل                  | الأمازون (ولاية) Acre — من 8°52′S 69°0′W / 8.867°S 69.000°W                                          |
| 10°59′S 69°0′W / 10.983°S 69.000°W | بوليفيا                   | |
| 11°52′S 69°0′W / 11.867°S 69.000°W | بيرو                      | |
| 13°36′S 69°0′W / 13.600°S 69.000°W | بوليفيا                   | لحوالي 17 km                                                                                         |
| 13°45′S 69°0′W / 13.750°S 69.000°W | بيرو                      | |
| 14°24′S 69°0′W / 14.400°S 69.000°W | بوليفيا                   | مرورا عبر بحيرة تيتيكاكا                                                                             |
| 16°12′S 69°0′W / 16.200°S 69.000°W | بيرو                      | مرورا عبر بحيرة تيتيكاكا                                                                             |
| 16°28′S 69°0′W / 16.467°S 69.000°W | بوليفيا                   | مرورا عبر بحيرة تيتيكاكا                                                                             |
| 18°38′S 69°0′W / 18.633°S 69.000°W | تشيلي                     | |
| 27°34′S 69°0′W / 27.567°S 69.000°W | الأرجنتين                 | |
| 50°28′S 69°0′W / 50.467°S 69.000°W | المحيط الأطلسي            | |
| 51°27′S 69°0′W / 51.450°S 69.000°W | الأرجنتين                 | |
| 52°12′S 69°0′W / 52.200°S 69.000°W | تشيلي                     | لحوالي 9 km                                                                                          |
| 52°17′S 69°0′W / 52.283°S 69.000°W | مضيق ماجلان               | |
| 52°39′S 69°0′W / 52.650°S 69.000°W | تشيلي                     | الجزيرة الكبرى لأرض النار وHoste Island                                                              |
| 55°20′S 69°0′W / 55.333°S 69.000°W | المحيط الهادئ             | |
| 60°0′S 69°0′W / 60.000°S 69.000°W  | المحيط الجنوبي            | |
| 67°23′S 69°0′W / 67.383°S 69.000°W | القارة القطبية الجنوبية   | جزيرة أديلايد — المطالب الإقليمية بالقارة القطبية الجنوبية by الأرجنتين, تشيلي و the المملكة المتحدة |
| 67°43′S 69°0′W / 67.717°S 69.000°W | المحيط الجنوبي            | Marguerite Bay                                                                                       |
| 69°57′S 69°0′W / 69.950°S 69.000°W | القارة القطبية الجنوبية   | Territory المطالب الإقليمية بالقارة القطبية الجنوبية by الأرجنتين, تشيلي و the المملكة المتحدة       |